# Référendum maltais de 1956 sur l'intégration au Royaume-Uni
Un référendum sur l'intégration de Malte au Royaume-Uni a lieu les 11 et 12 février 1956. La proposition est approuvée par 77 % des votants, avec un taux de participation de 59 % ; le taux de participation relativement faible est en partie dû au boycott du Parti nationaliste.
Malgré ce résultat, les propositions ne sont cependant jamais pleinement mises en œuvre et Malte devient un royaume indépendant au sein du Commonwealth sous le nom d'État de Malte huit ans après le référendum.

## Propositions
Le référendum propose que :
- Malte ait trois sièges à la Chambre des communes britannique ;
- le ministère de l'Intérieur prenne en charge les affaires maltaises (jusqu'alors confiées au ministère des Colonies) ;
- le Parlement britannique ait le contrôle de la défense et des affaires étrangères, et éventuellement de la fiscalité directe, tandis que le Parlement maltais serait responsable de tous les autres domaines de la vie publique, y compris l'éducation et la position de l'Église catholique[2].

Selon le texte du référendum, des accords seraient conclus avec le Royaume-Uni dans le but d'améliorer les salaires, les opportunités d'emploi et le niveau de vie sur les îles pour les rendre comparables à ceux du reste du Royaume-Uni.

## Résultats
| Choix                     | Votes   | %     |
| ------------------------- | ------- | ----- |
| Pour                      | 67 607  | 77,02 |
| Contre                    | 20 177  | 22,98 |
|                           |         |       |
| Votes valides             | 87 784  | 97,17 |
| Votes blancs et invalides | 2 559   | 2,83  |
| Total                     | 90 343  | 100   |
| Abstention                | 62 440  | 40,87 |
| Inscrits/Participation    | 152 783 | 59,13 |

## Conséquences
Malgré les résultats approuvant une plus grande intégration avec le Royaume-Uni, le faible taux de participation permet à l'opposition de prétendre que le résultat n'est pas concluant. Certains députés britanniques expriment également leur inquiétude quant au fait que la représentation de Malte à Westminster pourrait créer un précédent pour d'autres colonies et influencer le résultat des élections générales. Malte devient un royaume indépendant membre du Commonwealth le 21 septembre 1964 et une république le 13 décembre 1974 ; après l'expiration d'un accord de défense avec le Royaume-Uni, les dernières forces britanniques quittent Malte le 31 mars 1979.